# Tam Cốc - Bích Động
Tam Cốc - Bích Động est un complexe de grottes dans la commune de Ninh Hải, ville de Hoa Lư dans la province de Ninh Bình au Viêt Nam.
Situé près du village de Tam Cốc, il se compose de deux attractions distinctes : Tam Cốc, un système karstique de grottes inondées et Bích Động, une série de pagodes de montagne.
Tam Cốc est le principal embarcadère sur la « baie d'Ha Long terrestre ».
L'ensemble de la zone comprend un système de grottes calcaires et de reliques historiques liées au palais Vu Lam de la dynastie Trần.
Le complexe paysager de Tràng An - Tam Cốc est classé monument national spécial par le Premier ministre du Vietnam et classé au patrimoine mondial de l'UNESCO sous la dénomination de complexe paysager de Tràng An.

## Tam Cốc
Tam Cốc, littéralement trois grottes (Hang Cả, Hang Hai et Hang Ba), se compose de trois grottes naturelles sur la rivière Ngô Đồng. Les touristes sont emmenés dans de petites embarcations le long de la rivière depuis le village de Ván Lám, à travers les rizières et les karsts calcaires en traversant des grottes. Des habitants des lieux servent de guides et proposent des articles artisanaux à leurs passagers.
La région est surnommée « la baie d'Hạ Long terrestre ».

## Bích Động
Bích Động est un complexe de pagodes construit en 1428. Il est situé sur la montagne Ngu Nhac, et se compose de trois pagodes distinctes : les pagodes Hạ, Trung et Thượng, dans l'ordre ascendant. Les visites guidées couvrent généralement ces sites historiques et se terminent par une vue panoramique du sommet.

## Galerie

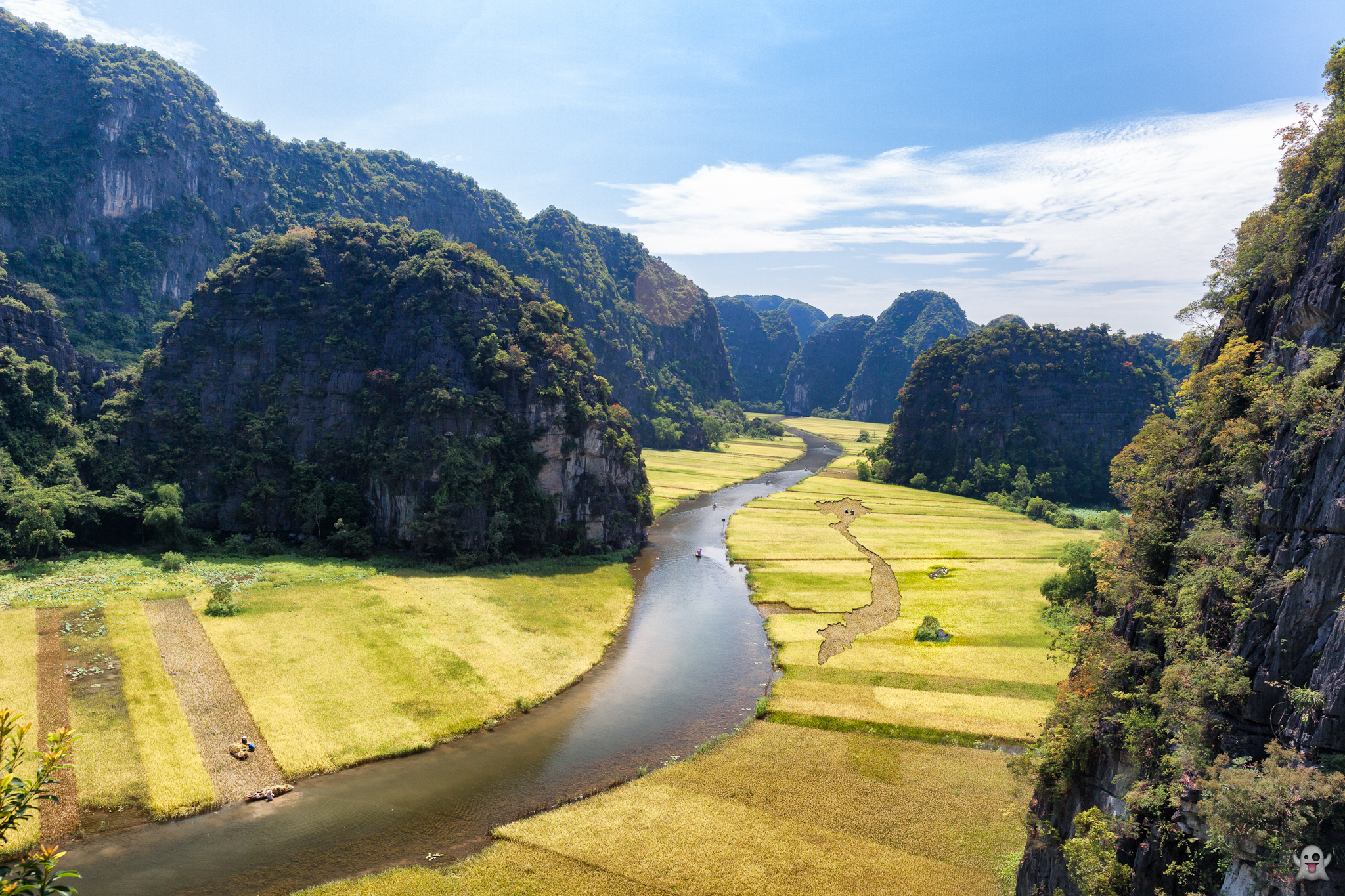
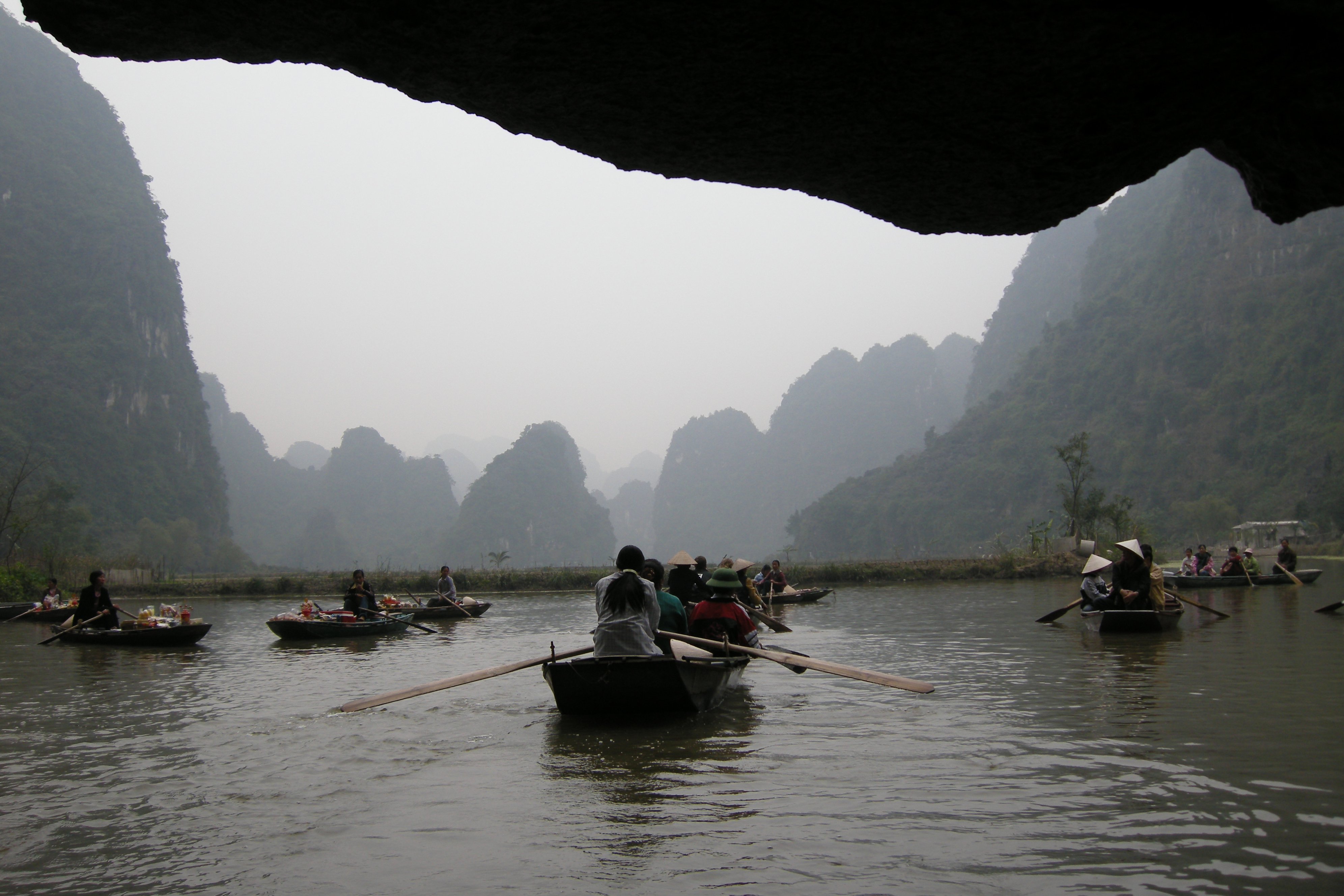
Vue de la rivière depuis une grotte.
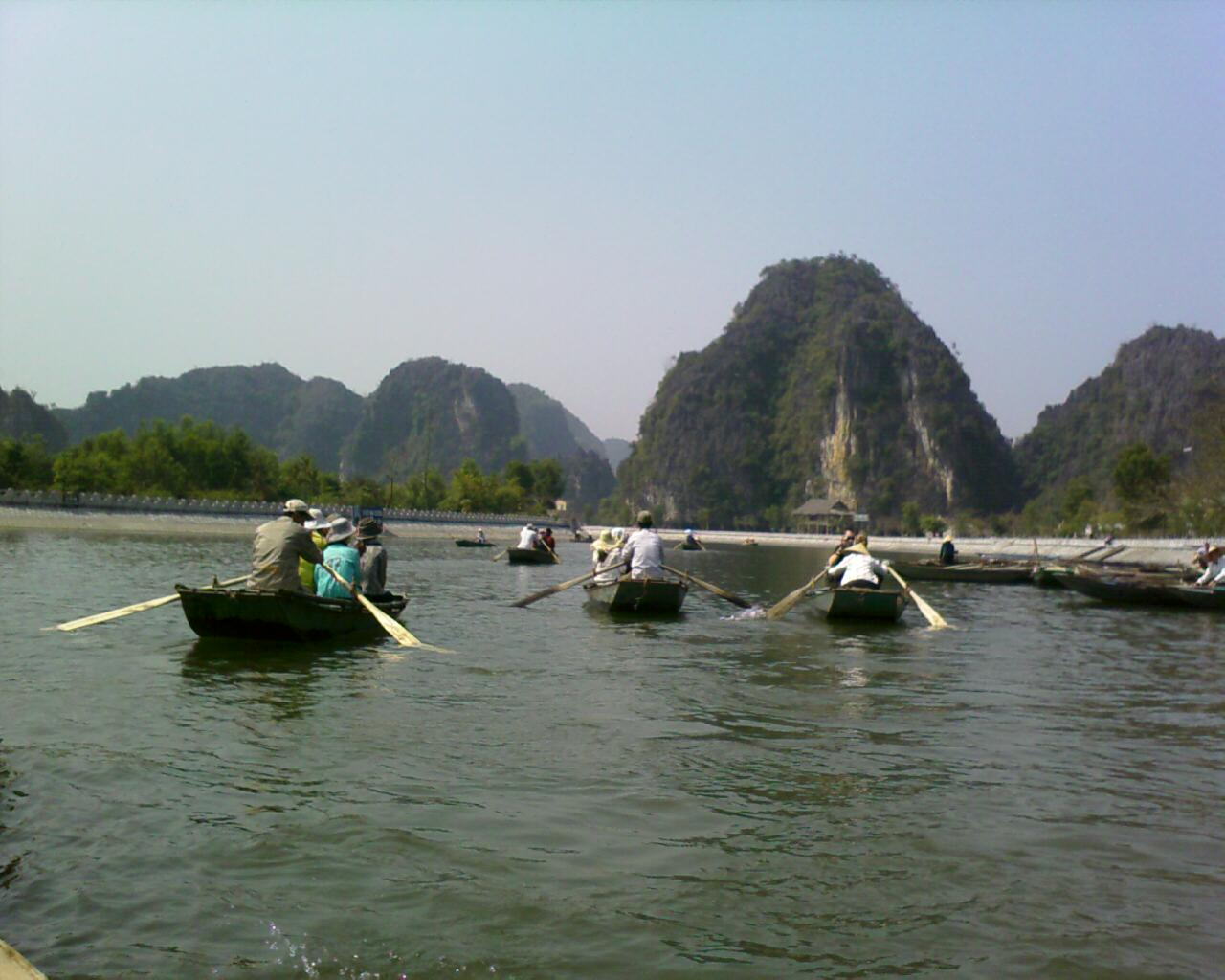
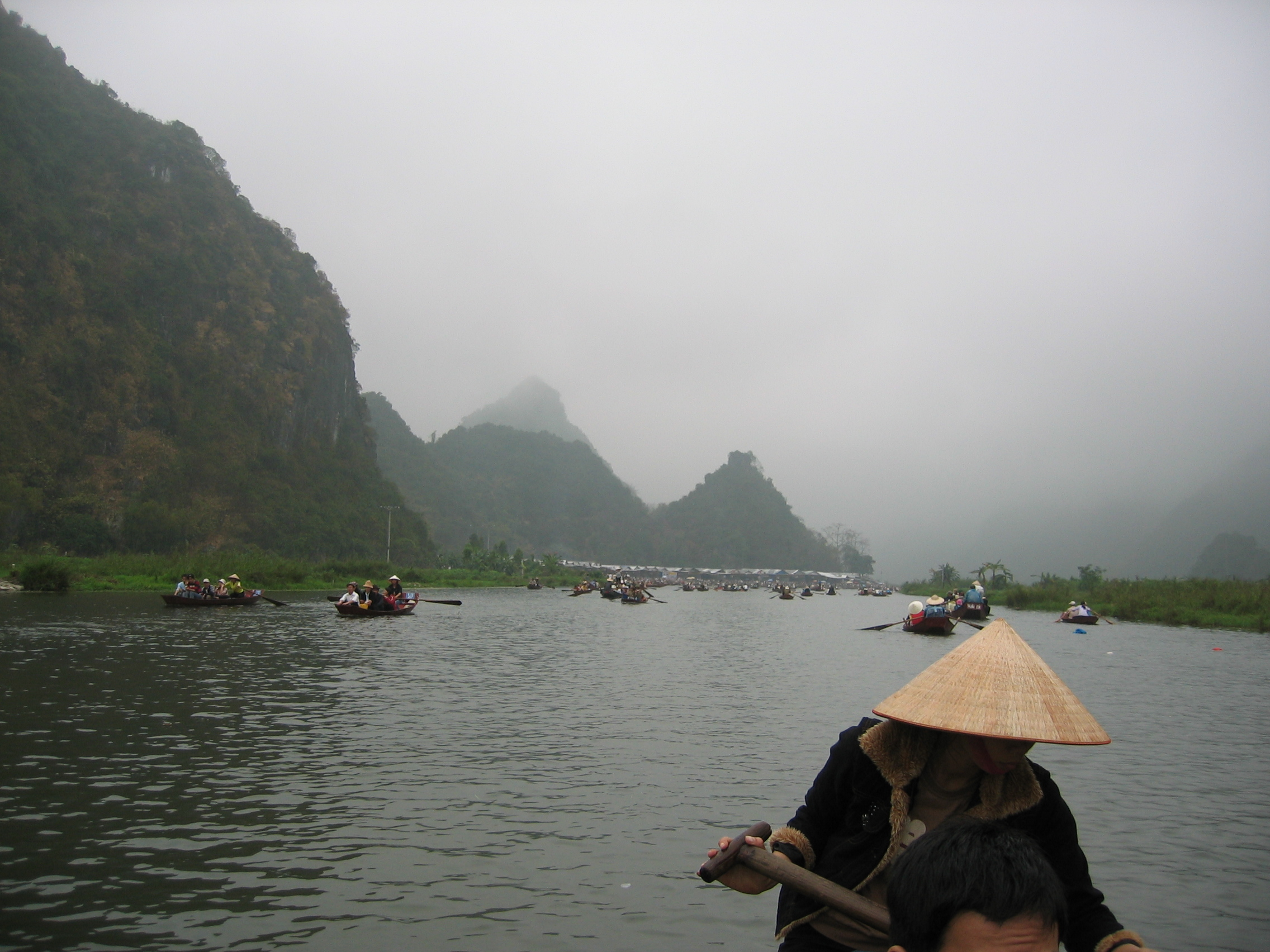
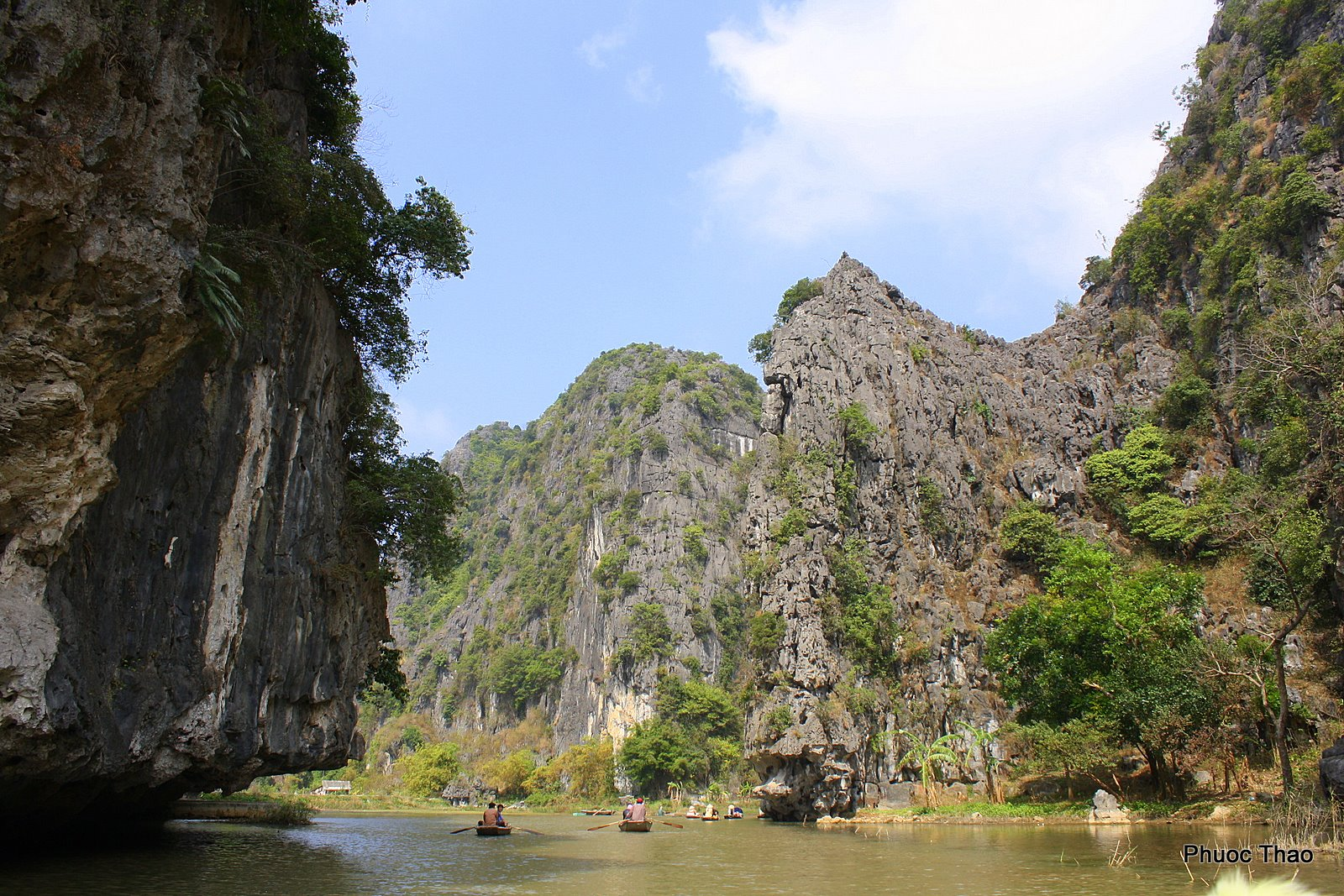